# Patrick Caldwell (ski de fond)
Pour les articles homonymes, voir Caldwell.
Patrick « Paddy » Caldwell est un fondeur américain, né le 18 février 1994 à Lyme.

## Biographie
Cousin de la fondeuse Sophie Caldwell et fils du fondeur Tim Caldwell, il fait ses débuts dans les courses de la FIS lors de l'hiver 2010-2011. En 2012, Caldwell est sélectionné pour sa première compétition importante, les Jeux olympiques de la jeunesse à Innsbruck, y terminant cinquième du sprint, puis gagnant la médaille de bronze sur le relais ski de fond/biathlon. Il finit son hiver par une victoire sur l'US Super Tour dans un sprint à Craftsbury.
Ayant skié pour le lycée Stratton Mountain School, il a ensuite étudié au Dartmouth College.
Il participe aux Championnats du monde junior en 2014 à Val di Fiemme, prenant notamment la dixième place sur le skiathlon.
Passé en catégorie des moins de 23 ans en 2015, il court trois éditions des Championnats du monde à ce niveau, obtenant deux neuvièmes places en 2017 dans l'Utah. Juste après, il est appelé en Coupe du monde à l'occasion des Finales à Québec, où grâce au 25e temps effectué sur la poursuite, il inscrit ses premiers points pour le classement général.
Pour entamer la saison 2017-2018, Caldwell réussit de nouveau à obtenir un top 30 en Coupe du monde avec le 19e temps sur la poursuite en style libre au Ruka Triple (Nordic Opening), soit son meilleur résultat individuel en carrière. Il participe ensuite aux Jeux olympiques de Pyeongchang, où seulement inscrit sur le skiathlon, il prend la 48e place.
Il met fin à sa carrière au haut niveau avant la saison 2019-2020 à cause notamment d'une blessure au coude liée au sur-entraînement. Il travaille désormais pour une entreprise dans le secteur des énergies renouvellables.

## Palmarès

### Jeux olympiques
| Épreuve / Édition   | Sprint                           | Sprint    | 15 km | 15 km                            | Skiathlon 2 × 15 km | 50 km | Relais | Relais    |
| Épreuve / Édition   | libre                            | classique | libre | classique                        | Skiathlon 2 × 15 km | 50 km | Sprint | 4 × 10 km |
| JO 2018 Pyeongchang | Épreuve inexistante à cette date | -         | -     | Épreuve inexistante à cette date | 48e                 | —     | -      | —         |

Légende :
- : pas d'épreuve
- — : Non disputée par Patrick Caldwell

### Coupe du monde
- Meilleur classement général : 107e en 2018.
- Meilleur résultat individuel : 19e.

#### Classements détaillés
| Saison / Épreuve | Saison / Épreuve | Général | Général | Distance | Distance | Sprint | Sprint |
| Saison / Épreuve | Saison / Épreuve | Class.  | Points  | Class.   | Points   | Class. | Points |
| ---------------- | ---------------- | ------- | ------- | -------- | -------- | ------ | ------ |
| 2017             | 2017             | 148e    | 6       | 102e     | 6        | -      | -      |
| 2018             | 2018             | 107e    | 21      | 74e      | 21       | -      | -      |

### Jeux olympiques de la jeunesse
- Médaille de bronze au relais ski de fond/biathlon en 2012.